# Campionati del mondo di ciclismo su pista 2017 - Velocità a squadre femminile
La gara a squadre di velocità femminile ai Campionati del mondo di ciclismo su pista 2017 si è svolta il 12 aprile 2017.

## Risultati

### Qualificazioni
I migliori otto tempi si qualificano per il primo turno.
| Posizione | Atleti                             | Nazione       | Tempo  | Gap    | Note |
| --------- | ---------------------------------- | ------------- | ------ | ------ | ---- |
| 1         | Kristina Vogel Miriam Welte        | Germania      | 32.356 |        | Q    |
| 2         | Kaarle McCulloch Stephanie Morton  | Australia     | 32.785 | +0.429 | Q    |
| 3         | Daria Shmeleva Anastasia Voynova   | Russia        | 32.962 | +0.606 | Q    |
| 4         | Guo Shuang Lin Junhong             | Cina          | 33.428 | +1.072 | Q    |
| 5         | Tania Calvo Helena Casas           | Spagna        | 33.562 | +1.206 | Q    |
| 6         | Shanne Braspennincx Kyra Lamberink | Paesi Bassi   | 33.582 | +1.226 | Q    |
| 7         | Kate O'Brien Amelia Walsh          | Canada        | 33.703 | +1.347 | Q    |
| 8         | Martha Bayona Juliana Gaviria      | Colombia      | 34.018 | +1.662 | Q    |
| 9         | Jessica Salazar Yuli Verdugo       | Messico       | 34.072 | +1.716 |      |
| 10        | Kim Won-gyeong Lee Hye-jin         | Corea del Sud | 34.115 | +1.759 |      |
| 11        | Martina Fidanza Miriam Vece        | Italia        | 34.579 | +2.223 |      |
| 12        | Deborah Herold Alena Reji          | India         | 36.320 | +3.964 |      |

### Primo turno
I vincitori della terza e della quarta batteria si qualificano per la finale per l'oro, i migliori due tempi non qualificati per la finale per l'oro in tutte le altre batterie si qualificheranno per la finale per il bronzo.
| Posizione | Posizione totale | Atleti                             | Nazione     | Tempo  | Gap    | Note |
| --------- | ---------------- | ---------------------------------- | ----------- | ------ | ------ | ---- |
| 1 vs 8    |                  |                                    |             |        |        |      |
| 1         | 3                | Miriam Welte Kristina Vogel        | Germania    | 32.668 |        | QB   |
| 2         | 8                | Martha Bayona Juliana Gaviria      | Colombia    | 33.791 | +1.123 |      |
| 2 vs 7    |                  |                                    |             |        |        |      |
| 1         | 2                | Kaarle McCulloch Stephanie Morton  | Australia   | 32.570 |        | QG   |
| 2         | 5                | Amelia Walsh Kate O'Brien          | Canada      | 33.563 | +0.993 |      |
| 3 vs 6    |                  |                                    |             |        |        |      |
| 1         | 1                | Daria Shmeleva Anastasia Voynova   | Russia      | 32.456 |        | QG   |
| 2         | 6                | Kyra Lamberink Laurine van Riessen | Paesi Bassi | 33.580 | +1.124 |      |
| 4 vs 5    |                  |                                    |             |        |        |      |
| 1         | 4                | Guo Shuang Lin Junhong             | Cina        | 33.289 |        | QB   |
| 2         | 7                | Tania Calvo Helena Casas           | Spagna      | 33.653 | +0.364 |      |

### Finale[5]
| Tempo                | Atleti                            | Nazione   | Tempo  | Gap    | Note |
| -------------------- | --------------------------------- | --------- | ------ | ------ | ---- |
| Finale per l'oro     |                                   |           |        |        |      |
| 1                    | Daria Shmeleva Anastasia Voynova  | Russia    | 32.520 |        |      |
| 2                    | Kaarle McCulloch Stephanie Morton | Australia | 32.649 | +0.129 |      |
| Finale per il bronzo |                                   |           |        |        |      |
| 3                    | Miriam Welte Kristina Vogel       | Germania  | 32.609 |        |      |
| 4                    | Guo Shuang Lin Junhong            | Cina      | 33.309 | +0.700 |      |